# Pagny-sur-Meuse
Pagny-sur-Meuse ist eine französische Gemeinde mit 1.026 Einwohnern (Stand: 1. Januar 2022) im Département Meuse in der Region Grand Est (bis 2015 Lothringen). Sie gehört zum Arrondissement Commercy und zum Kanton Vaucouleurs. Die Einwohner werden Pagnotins genannt.

## Geografie
Pagny-sur-Meuse liegt an der Maas (frz: Meuse) sowie am Canal de la Meuse. Umgeben wird Pagny-sur-Meuse von den Nachbargemeinden Troussey im Westen und Norden, Trondes im Norden und Nordosten, Foug und Lay-Saint-Remy im Osten, Saint-Germain-sur-Meuse im Süden sowie Ourches-sur-Meuse im Südwesten.

## Bevölkerungsentwicklung
| Jahr                       | 1962 | 1968 | 1975 | 1982 | 1990 | 1999 | 2006 | 2019 |
| Einwohner                  | 1074 | 1010 | 862  | 732  | 841  | 901  | 961  | 1016 |
| Quellen: Cassini und INSEE |      |      |      |      |      |      |      |      |

## Sehenswürdigkeiten
- Kirche Saint-Rémi von 1775
- Kapelle Notre-Dame-de-Massey aus dem 13. Jahrhundert
- Monumentalkreuz von 1804

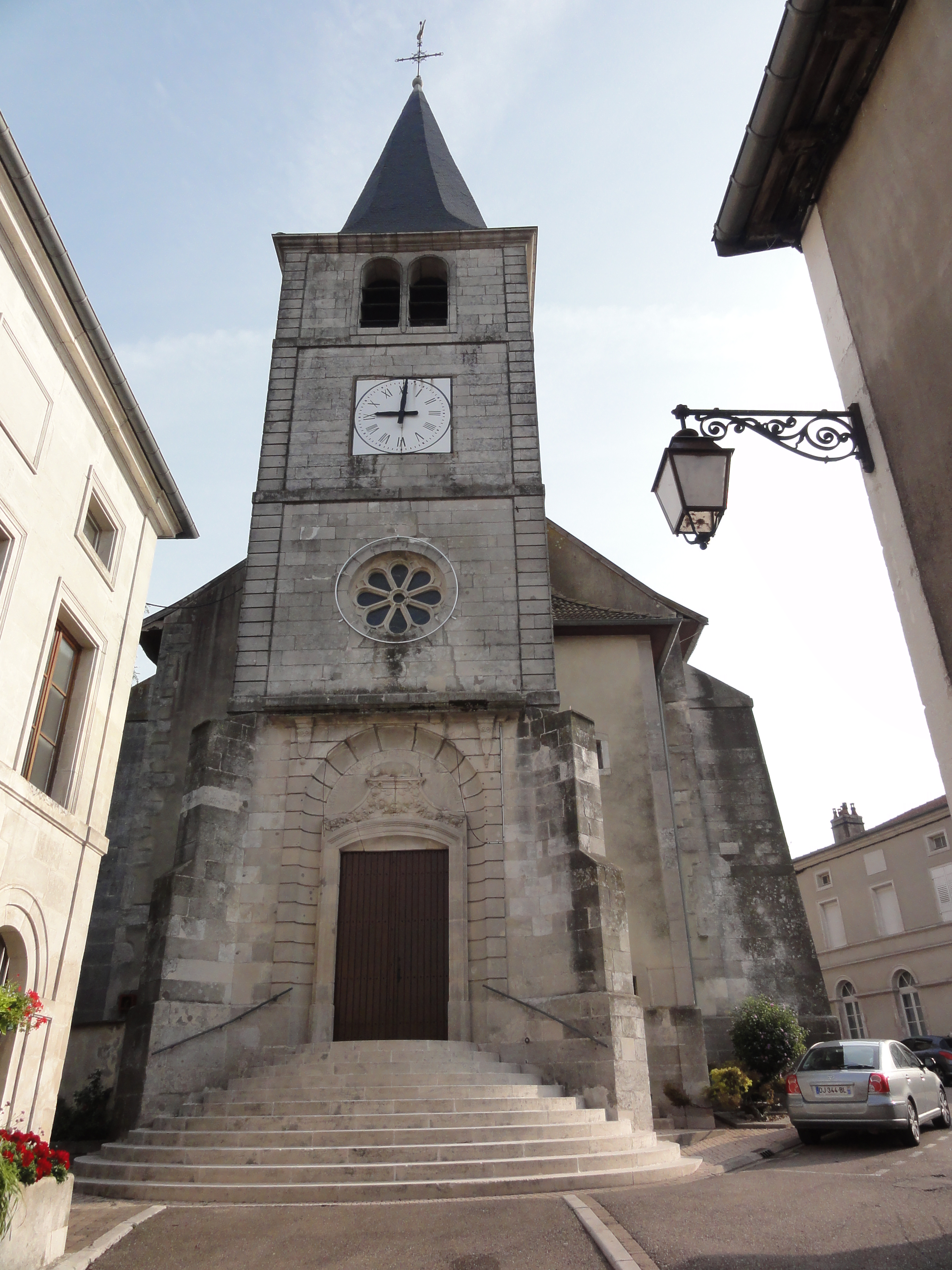
Kirche Saint-Rémi
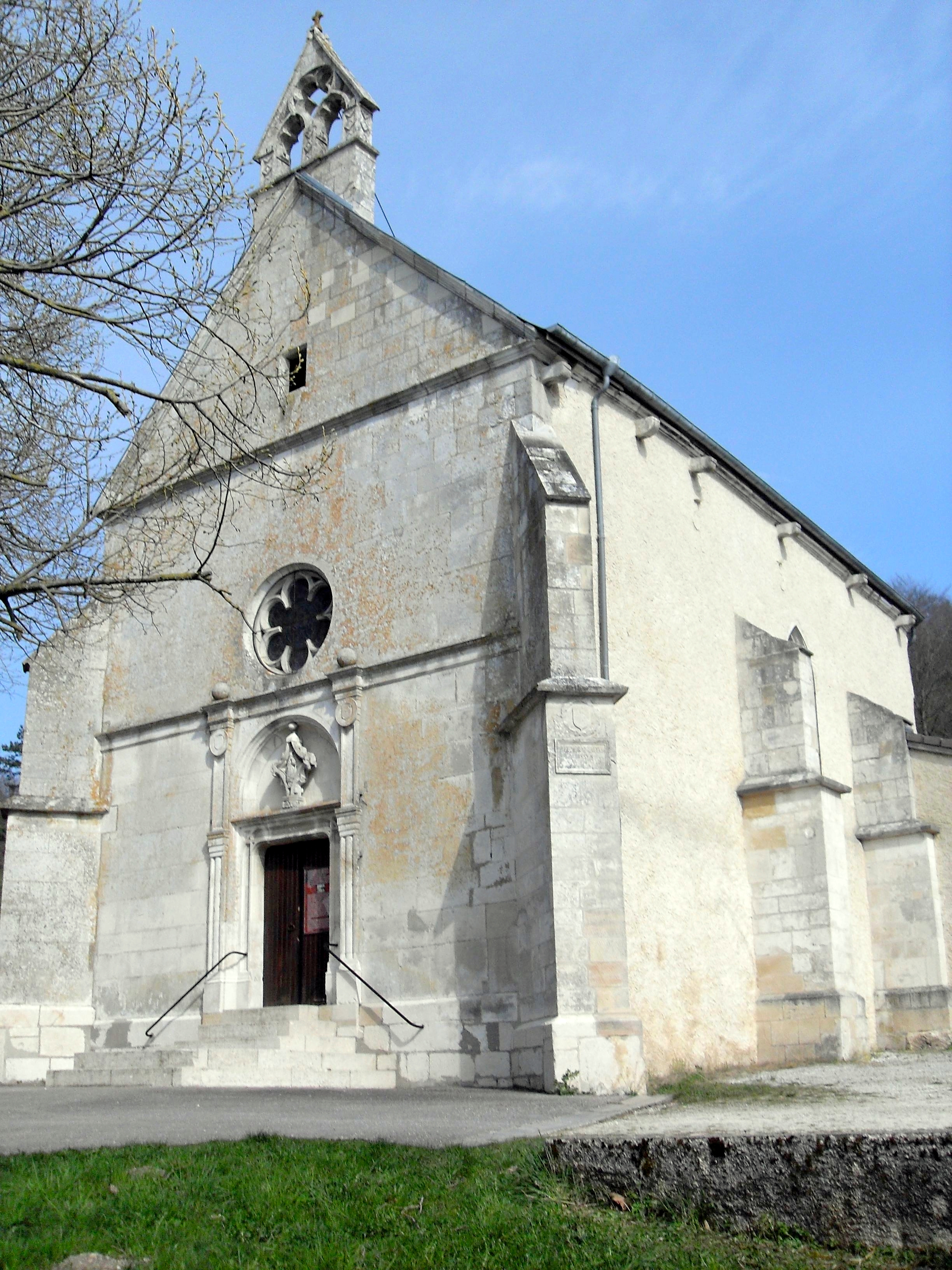
Kapelle Notre-Dame-de-Massey